# Septimius Bassus
Septimius Bassus (fl. 317-319) était un homme politique de l'Empire romain.

## Biographie
Fils de Lucius Septimius Severus et de sa femme Pomponia Bassa, petit-fils paternel d'un Lucius Septimius, petit-fils maternel de Pomponius Bassus et de sa femme Pomponia Gratidia et possiblement arrière-petit-fils paternel de Gaius Septimius Severus Aper.
Il fut préfet de la Ville de Rome en 317-319.
Il était le père de Septimia, première femme de Lucius Valerius Maximus Basilius.